# Jonathon Band

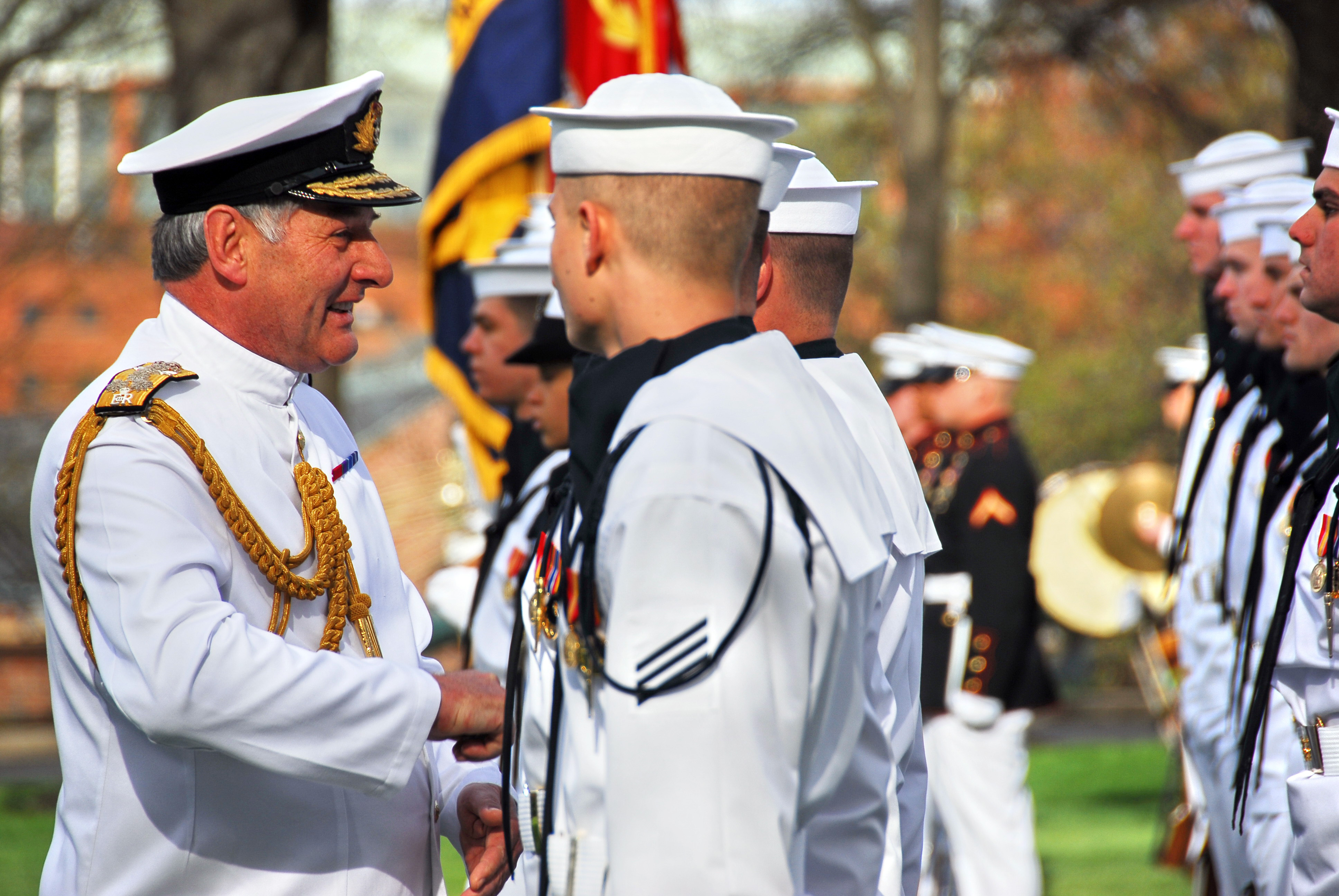
Admiral Jonathon Band (links) im Gespräch mit Angehörigen der US Navy (2009)

Sir Jonathon Band, GCB, DL (* 2. Februar 1950) ist ein ehemaliger britischer Admiral der Royal Navy, der unter anderem zwischen 2006 und 2009 Erster Seelord sowie Chef des Marinestabes war.

## Leben

### Seeoffizier und Schiffskommandant

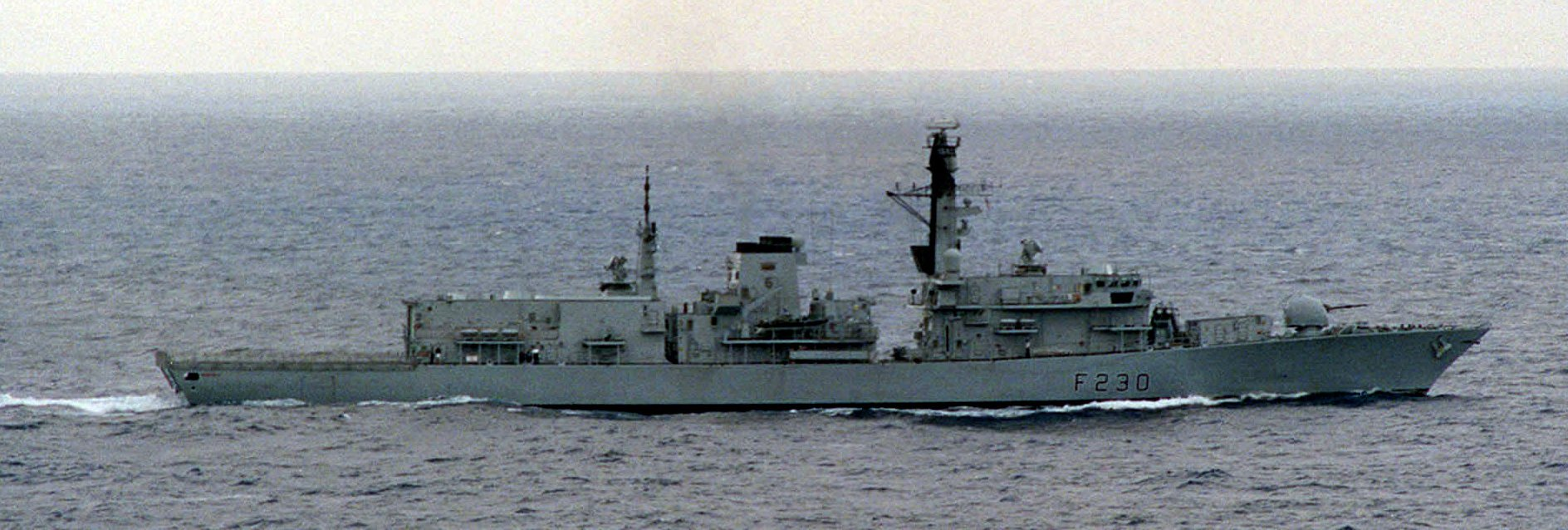
Kapitän zur See Jonathan Band war zwischen 1989 und 1991 Kommandant der HMS Norfolk, einer Fregatte der Duke-Klasse.

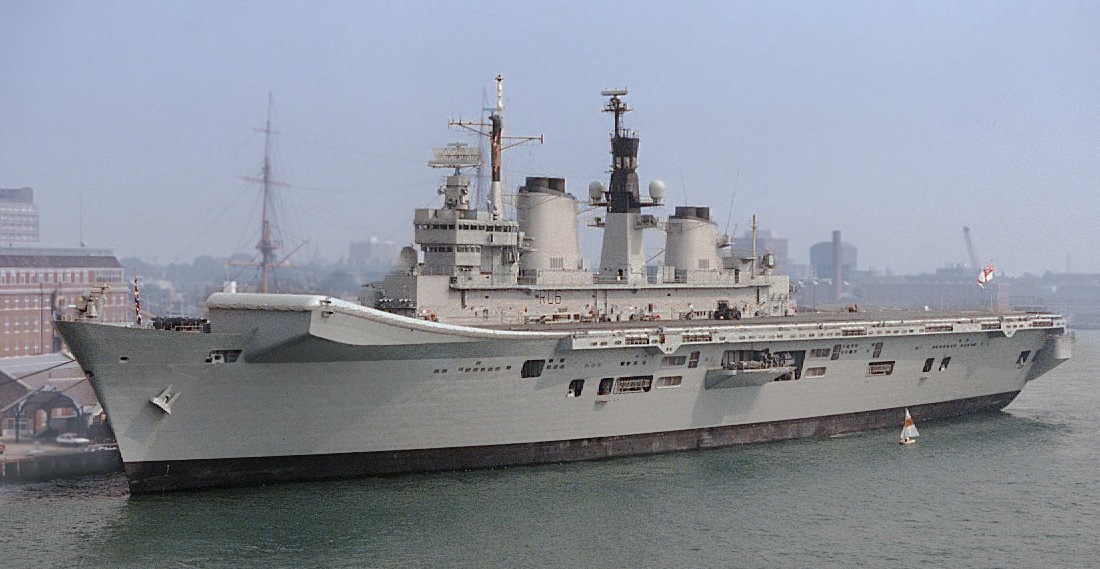
Kapitän zur See Band war von 1995 bis 1997 auch Kommandant des Flugzeugträgers Illustrious.

Jonathon Band absolvierte seine schulische Ausbildung an der Brambletye School sowie am Haileybury and Imperial Service College und trat 1967 in die Royal Navy ein. 1969 begann er ein Studium an der University of Exeter, das er 1972 mit einem Bachelor of Arts (B.A.) beendete. Danach folgten zahlreiche Verwendungen als Seeoffizier sowie Stabsoffizier in der Marine. Er war unter anderem als Kapitän zur See (Captain) zwischen 1989 und 1991 Kommandeur des 9 Fregattengeschwaders (9th Frigate Squadron) und war als solcher in Personalunion auch Kommandant der Norfolk, einer Fregatte der Duke-Klasse. Nach weiteren Verwendungen war er von Mai 1997 bis Dezember 1999 Kommandant des Flugzeugträgers Illustrious.
Im Mai 1997 wurde Konteradmiral (Rear-Admiral) Band Nachfolger von Konteradmiral Jeremy Blackham als Assistierender Chef des Marinestabes (Assistant Chief of the Naval Staff) und übte diese Funktion bis Dezember 1999 aus, woraufhin Konteradmiral James Burnell-Nugent seine dortige Nachfolge antrat. Nach einer darauf folgenden Verwendung als Leiter der Arbeitsgruppe Verteidigungsbildung und Ausbildungsstudien (Defence Education and Training Study) wurde er als Vizeadmiral (Vice-Admiral) im Mai 2001 Nachfolger von Vizeadmiral Fabian Malbon als stellvertretender Kommandeur der Flotte (Deputy Commander, The Fleet) und verblieb auf diesem Posten bis zu seiner Ablösung durch Vizeadmiral Mark Stanhope im Juli 2002. Für seine Verdienste wurde er während dieser Zeit am 31. Dezember 2001 zum Knight Commander des Order of the Bath (KCB) geschlagen und führte fortan den Namenszusatz „Sir“.

### Aufstieg zum Admiral und Erster Seelord
Als Admiral wurde Jonathon Band im September 2002 als Nachfolger von Admiral Alan West Oberkommandierender der Flotte (Commander-in-Chief, The Fleet) und bekleidete diese Funktion bis zu seiner abermaligen Ablösung durch Admiral James Burnell-Nugent im November 2005. Zuletzt wurde er im Februar 2006 erneut Nachfolger von Admiral Alan West, und zwar nunmehr als Erster Seelord (First Sea Lord) ab und war dieser Funktion bis zu seinem Ausscheiden aus dem aktiven Militärdienst im Juli 2009 zugleich Chef des Marinestabes (Chief of the Naval Staff). Im Juli 2009 trat wieder Admiral Mark Stanhope seine Nachfolge in diesen Ämtern an. Am 14. Juni 2008 wurde er zum Knight Grand Cross des Order of the Bath (GCB) erhoben.
Am 27. November 2009 wurde Band Deputy Lieutenant der Grafschaft Hampshire. Er ist zudem Mitglied des Aufsichtsrates des Kreuzfahrtunternehmens Carnival Corporation & plc sowie des britischen Aufsichtsrates des US-amerikanischen Rüstungs- und Technologiekonzerns Lockheed Martin. Daneben engagiert er sich als sogenannter Younger Brother in der Leuchtfeuerverwaltung Trinity House sowie als Liveryman der Worshipful Company of Shipwrights, der Gilde der Schiffbauer.
Aus seiner 1979 geschlossenen Ehe mit Sarah Asbury gingen zwei Töchter hervor.